# Холокост в Ветковском районе
Холокост в Ве́тковском районе — систематическое преследование и уничтожение евреев на территории Ветковского района Гомельской области оккупационными властями нацистской Германии и коллаборационистами в 1941—1944 годах во время Второй мировой войны, в рамках политики «Окончательного решения еврейского вопроса» — составная часть Холокоста в Белоруссии и Катастрофы европейского еврейства.

## Геноцид евреев в районе
Ветковский район был полностью оккупирован немецкими войсками в сентябре 1941 года, и оккупация продлилась до 22 ноября 1943 года. Нацисты включили Ветковский район в состав территории, административно отнесённой к зоне армейского тыла группы армий «Центр». Комендатуры — полевые (фельдкомендатуры) и местные (ортскомендатуры) — обладали всей полнотой власти в районе.
Для осуществления политики геноцида и проведения карательных операций сразу вслед за войсками в район прибыли карательные подразделения войск СС, айнзатцгруппы, зондеркоманды, тайная полевая полиция (ГФП), полиция безопасности и СД, жандармерия и гестапо.
Во всех крупных деревнях района были созданы районные (волостные) управы и полицейские гарнизоны из коллаборационистов.
Одновременно с оккупацией нацисты и их приспешники начали поголовное уничтожение евреев. «Акции» (таким эвфемизмом гитлеровцы называли организованные ими массовые убийства) повторялись множество раз во многих местах. В тех населенных пунктах, где евреев убили не сразу, их содержали в условиях гетто вплоть до полного уничтожения, используя на тяжелых и грязных принудительных работах, от чего многие узники умерли от непосильных нагрузок в условиях постоянного голода и отсутствия медицинской помощи.
За время оккупации практически все евреи Ветковского района были убиты, а немногие спасшиеся в большинстве воевали впоследствии в партизанских отрядах.
Евреев в районе убивали в Ветке, деревнях Акшинка, Габровка, Борченки, Присно, Железники, Светиловичи, Старое Село и многих других местах.

## Гетто
Оккупационные власти под страхом смерти запретили евреям снимать желтые латы или шестиконечные звезды (опознавательные знаки на верхней одежде), выходить из гетто без специального разрешения, менять место проживания и квартиру внутри гетто, ходить по тротуарам, пользоваться общественным транспортом, находиться на территории парков и общественных мест, посещать школы.
Реализуя нацистскую программу уничтожения евреев, немцы создавали гетто почти во всех городах и населённых пунктах Беларуси, где проживало еврейское население. Так и в Ветковском районе оккупанты организовали одно гетто — в Ветке.

### Гетто в Ветке
По переписи 1939 года в городе Ветка жили 944 еврея. Город был захвачен нацистами 18 августа 1941 года, и оккупация продлилась 2 года и 1 месяц — до 28 сентября 1943 года
Евреи Ветки были согнаны в гетто в первые же дни оккупации, но их оставили жить в своих домах, и гетто занимало территорию нынешних улиц Пролетарская, Ленина, Комсомольская и Свердлова (которая раньше называлась улицей Володарского).
Евреев обязали нашить на верхней одежде на спине и на груди желтые латы и шестиконечные звезды, а также носить нарукавные повязки с шестиконечными звёздами. Узники голодали и подвергались постоянным грабежам.
Их использовали на самых тяжелых принудительных работах до 14 часов в сутки, многие умирали от невыносимых условий и голода. К концу ноября 1941 года всех евреев в гетто по приказу гомельской военной комендатуры переписали под руководством ветковского коменданта.
1 декабря 1941 года из гомельского гестапо и СС прибыли 6 немецких офицеров, которые приказали коменданту Ветки к следующему утру согнать всех без исключения евреев на регистрацию. Неявившихся было приказано расстреливать на месте. Всех евреев, пришедших на регистрацию, задержали, заперли под охраной в конюшне, забрали у них ключи от жилья и ограбили их дома и имущество. Награбленное увезли в Гомель на 8 грузовиках.
Утром 3 декабря 1941 года всех евреев Ветки вывели на центральную площадь, туда же пригнали и евреев из ближних деревень, под конвоем из полицейских пригнали к элеватору, группами по 10 человек отводили к противотанковому рву, заставляли лечь, а три немца и местные полицейские расстреливали их сверху с берега, а потом добивали в яме. После расстрела полицаи пригнали ветковских мужчин и приказали им засыпать ров. Часть раненых закопали живыми.
Во время первого расстрела 3 декабря 1941 года были убиты 360 (390) евреев, а в сентябре 1942 года — ещё 61 человек. В основном, это были старики, женщины и дети.
Место расстрела евреев Ветки находится на территории предприятия «Ветковский агросервис» на улице Ковалева, 130 — на выезде из Ветки в сторону Добруша (за входом на предприятие правее и дальше по территории примерно на пятьдесят метров). Братскую могилу не переносили, прах жертв не перезахоранивали. В 1970 году на могиле была установлена стела.
Опубликованы неполные списки убитых в Ветке евреев.

## Организаторы и исполнители убийств
Главами оккупационной администрации района были: комендант ветковской комендатуры Ковман; сельскохозяйственный комендант района Бовд; шеф полиции обер-лейтенант Жано Фриц и лейтенант Макс; зондерфюрер Гари; руководитель районного отдела организации Тодта Фос и другие.
Полицаи, лично расстреливавшие евреев: жители Ветки Зарецкий Михаил, Спасенников Семён, Дьяконов, Филатьев и другие.

## Память
Опубликованы неполные списки жертв геноцида евреев в Ветковском районе.
В Ветке в 1970 (1973) году на месте расстрела евреев был установлен памятник, реконструированный в 2010 году.